# جير أندريه هيرم
جير أندريه هيرم (بالنرويجية البوكمول: Geir André Herrem)‏ هو لاعب كرة قدم نرويجي في مركز الهجوم، ولد في 28 يناير 1988 في برينه في النرويج. لعب مع نادي برينه ونادي فلورا.

## وصلات خارجية
- جير أندريه هيرم على موقع اتحاد إستونيا (الإنجليزية)
- جير أندريه هيرم على موقع اتحاد السويد (السويدية)
- جير أندريه هيرم على موقع بيانات كرة القدم. دي إي (الألمانية)
- جير أندريه هيرم على موقع Soccerway.com (الإنجليزية)
- جير أندريه هيرم على موقع عالم كرة القدم.نت (الإنجليزية)